# Belliidae
Belliidae is de enige familie van de superfamilie Bellioidea uit de infraorde krabben en omvat de volgende geslachten:
- Acanthocyclus Lucas, in H. Milne Edwards & Lucas, 1844
- Bellia H. Milne Edwards, 1848
- Corystoides Lucas, in H. Milne Edwards & Lucas, 1844
- Heterozius A. Milne-Edwards, 1867